# Sepak takraw en los Juegos Asiáticos de 2018
El sepak takraw en los Juegos Asiáticos de 2018 se disputó en el Ranau Sport Hall, Palembang, Indonesia del 19 de agosto al 1 de septiembre.

## Países participantes
15 países compitieron en sepak takraw en los Juegos Asiáticos de 2018.
|  | - China - India - Indonesia - Irán - Japón - Laos - Malasia - Birmania | - Nepal - Pakistán - Filipinas - Singapur - Corea del Sur - Tailandia - Vietnam |

## Medallero
| N.º   | País          | Oro | Plata | Bronce | Total |
| ----- | ------------- | --- | ----- | ------ | ----- |
| 1     | Tailandia     | 4   | 0     | 0      | 4     |
| 2     | Indonesia     | 1   | 1     | 3      | 5     |
| 3     | Malasia       | 1   | 1     | 0      | 2     |
| 4     | Vietnam       | 0   | 1     | 1      | 3     |
| 5     | Laos          | 0   | 1     | 1      | 2     |
| 5     | Japón         | 0   | 1     | 1      | 2     |
| 5     | Corea del Sur | 0   | 1     | 1      | 2     |
| 8     | Singapur      | 0   | 0     | 2      | 2     |
| 9     | India         | 0   | 0     | 1      | 1     |
| 9     | Birmania      | 0   | 0     | 1      | 1     |
| Total | Total         | 6   | 6     | 12     | 24    |

## Medallistas

### Hombres
| Evento         | Oro | Plata | Bronce |
| -------------- | --- | --- | --- |
| Regu           | Malasia Azlan Alias Zulkifli Abd Razak Norhaffizi Abd Razak Farhan Adam Syahir Rosdi | Indonesia Herson Mohamad Saipul Muhammad Hardiansyah Muliang Nofrizal Abdul Halim Radjiu Victoria Eka Prasetya                                                                                              | Singapur A'fif Safiee Farhan Aman Asri Aron Asfandi Ja'al Farhan Amran |
| Regu           | Malasia Azlan Alias Zulkifli Abd Razak Norhaffizi Abd Razak Farhan Adam Syahir Rosdi | Indonesia Herson Mohamad Saipul Muhammad Hardiansyah Muliang Nofrizal Abdul Halim Radjiu Victoria Eka Prasetya                                                                                              | Corea del Sur Lim Tae-gyun Lee Jun-ho Shim Jae-chul Kim Young-man Jeong Won-deok |
| Cuadrante      | Indonesia Muhammad Hardiansyah Muliang Nofrizal Saiful Rijal Husni Uba Rizky Abdul Rahman Pago Abdul Halim Radjiu | Japón Yuki Sato Seiya Takano Takeshi Terashima Toshitaka Naito Hirokazu Kobayashi Masanori Hayashi | Singapur Farhan Amran Asri Aron A'fif Safiee Alhaj Kasmanani Farhan Aman Khairilshamy Shamsudin |
| Cuadrante      | Indonesia Muhammad Hardiansyah Muliang Nofrizal Saiful Rijal Husni Uba Rizky Abdul Rahman Pago Abdul Halim Radjiu | Japón Yuki Sato Seiya Takano Takeshi Terashima Toshitaka Naito Hirokazu Kobayashi Masanori Hayashi | Vietnam Đỗ Mạnh Tuấn Lê Văn Nghĩa Nguyễn Hoàng Lân Nguyễn Hữu Danh Đậu Văn Hoàng Nguyễn Quốc Anh |
| Dobles equipos | Tailandia Anuwat Chaichana Seksan Tubtong Pornchai Kaokaew Wichan Temkort Pattarapong Yupadee Assadin Wongyota Rachan Viphan Jirasak Pakbuangoen Suriyon Koonpimon                                                              | Laos Yothin Sombatputhone Chanthalak Chanthavong Xaibandith Thadanabouth Noum Souvannalith Phitthasanh Bounpaseuth Kantana Nanthisen Laksanaxay Bounphaivanh Kongsy Yang Phonsavanh Keoviseth               | Japón Yuki Sato Seiya Takano Takeshi Terashima Toshitaka Naito Ryo Masuda Tsubasa Sato Masahiro Yamada Hirokazu Kobayashi Masanori Hayashi |
| Dobles equipos | Tailandia Anuwat Chaichana Seksan Tubtong Pornchai Kaokaew Wichan Temkort Pattarapong Yupadee Assadin Wongyota Rachan Viphan Jirasak Pakbuangoen Suriyon Koonpimon                                                              | Laos Yothin Sombatputhone Chanthalak Chanthavong Xaibandith Thadanabouth Noum Souvannalith Phitthasanh Bounpaseuth Kantana Nanthisen Laksanaxay Bounphaivanh Kongsy Yang Phonsavanh Keoviseth               | Indonesia Herson Mohamad Saipul Muhammad Hardiansyah Muliang Rezki Yusuf Djaina Nofrizal Saiful Rijal Husni Uba Hendra Pago Rizky Abdul Rahman Pago Abdul Hali]m Radjiu                                                                         |
| Regu equipos   | Tailandia Anuwat Chaichana Siriwat Sakha Thawisak Thongsai Pornchai Kaokaew Pattarapong Yupadee Assadin Wongyota Thanawat Chumsena Rachan Viphan Sittipong Khamchan Jirasak Pakbuangoen Kritsanapong Nontakote Jantarit Khukaeo | Malasia Ezwan Said Noraizat Nordin Syazreenqamar Salehan Azlan Alias Afifuddin Razali Kamal Ishak Zulkifli Abd Razak Norhaffizi Abd Razak Farhan Adam Hairul Hazizi Haidzir Aidil Aiman Azwawi Syahir Rosdi | India Niken Singh Khangembam Sanjeck Singh Waikhom Dheeraj Kumar Ngathem Jotin Singh Lalit Kumar Sandeep Kumar Seitaram Singh Thokchom Harish Kumar Malemnganba Singh Sorokhaibam Gurumayum Jiteshor Sharma Henary Singh Wahengbam Akash Yumnam |
| Regu equipos   | Tailandia Anuwat Chaichana Siriwat Sakha Thawisak Thongsai Pornchai Kaokaew Pattarapong Yupadee Assadin Wongyota Thanawat Chumsena Rachan Viphan Sittipong Khamchan Jirasak Pakbuangoen Kritsanapong Nontakote Jantarit Khukaeo | Malasia Ezwan Said Noraizat Nordin Syazreenqamar Salehan Azlan Alias Afifuddin Razali Kamal Ishak Zulkifli Abd Razak Norhaffizi Abd Razak Farhan Adam Hairul Hazizi Haidzir Aidil Aiman Azwawi Syahir Rosdi | Indonesia Herson Mohamad Saipul Syamsul Akmal Muhammad Hardiansyah Muliang Rezki Yusuf Djaina Andi Try Sandi Saputra Nofrizal Saiful Rijal Husni Uba Hendra Pago Rizky Abdul Rahman Pago Abdul Halim Radjiu Victoria Eka Prasetya               |

### Mujeres
| Evento       | Oro | Plata | Bronce |
| ------------ | --- | --- | --- |
| Cuadrante    | Tailandia Masaya Duangsri Sasiwimol Janthasit Fueangfa Praphatsarang Somruedee Pruepruk Payim Srihongsa Wiphada Chitphuan | Vietnam Nguyễn Thị Quyên Giáp Thị Hiền Dương Thị Xuyến Nguyễn Thị Phương Trinh Nguyễn Thị Mỹ Hoàng Thị Hoa                                                      | Laos Chiep Banxavang Koy Xayavong Norkham Vongxay Sonsavan Keosouliya Nouandam Volabouth Santisouk Chandala |
| Cuadrante    | Tailandia Masaya Duangsri Sasiwimol Janthasit Fueangfa Praphatsarang Somruedee Pruepruk Payim Srihongsa Wiphada Chitphuan | Vietnam Nguyễn Thị Quyên Giáp Thị Hiền Dương Thị Xuyến Nguyễn Thị Phương Trinh Nguyễn Thị Mỹ Hoàng Thị Hoa                                                      | Indonesia Leni Dini Mita Sari Florensia Cristy Lena Akyko Micheel Kapito Kusnelia |
| Regu equipos | Tailandia Masaya Duangsri Suputtra Beartong Thitima Mahakusol Kaewjai Pumsawangkaew Sasiwimol Janthasit Thidarat Soda Fueangfa Praphatsarang Nisa Thanaattawut Nipaporn Salupphon Somruedee Pruepruk Payom Srihongsa Wiphada Chitphuan | Corea del Sur Kim Dong-hee Kim I-seul Bae Han-oul Jeon Gyu-mi Kim Ji-eun Lee Min-ju Choi Ji-na Yu Seong-hee Kim Ji-young Kim Hee-jin Park Seon-ju Jung Ju-seung | Birmania Kyu Kyu Thin Khin Hnin Wai Aye Aye Than Nant Yin Yin Myint Phyu Phyu Than Su Mon Kyaw Lairo Eng Su Mon Aung Nan Su Myat San Ya Mong Zin Nyein Chan Thu Su Yee Htet                                           |
| Regu equipos | Tailandia Masaya Duangsri Suputtra Beartong Thitima Mahakusol Kaewjai Pumsawangkaew Sasiwimol Janthasit Thidarat Soda Fueangfa Praphatsarang Nisa Thanaattawut Nipaporn Salupphon Somruedee Pruepruk Payom Srihongsa Wiphada Chitphuan | Corea del Sur Kim Dong-hee Kim I-seul Bae Han-oul Jeon Gyu-mi Kim Ji-eun Lee Min-ju Choi Ji-na Yu Seong-hee Kim Ji-young Kim Hee-jin Park Seon-ju Jung Ju-seung | Vietnam Nguyễn Thị Quyên Giáp Thị Hiền Nguyễn Thị Thu Hạnh Dương Thị Xuyến Đặng Thị Phương Thanh Hoàng Thị Hoa Bùi Thị Hải Yến Phạm Thị Hằng Nguyễn Thị Phương Trinh Trần Thị Thu Hoài Nguyễn Thị Mỹ Đặng Thị Mỹ Linh |